# Pascale Platel
Pascale Platel (Gent, 23 juni 1960) is een Belgische danseres, actrice, auteur en model, die voornamelijk actief is in het jeugdtheater.

## Loopbaan
Platel studeerde een jaar publiciteitsfotografie aan het Sint-Lucasinstituut. Daarna studeerde ze drie jaar aan het Hoger Instituut voor Bedrijfsopleiding en Public Relations (HIBO), waar ze haar graduaat Toegepaste Communicatie behaalde. Nadien studeerde ze nog een jaar criminologie.
Samen met haar broer Alain richtte ze het dans- en theatergezelschap Les Ballets C de la B op, waar ze in verschillende producties danste. Ze schreef diverse stukken voor theater en produceerde of regisseerde enkele daarvan.
Platel is verder bekend van haar rubriek in het Belgische televisieprogramma De laatste show. In 2008 bracht ze in het Eén-programma 1000 zonnen en garnalen elke week uitgebreid verslag uit van haar bezoek aan een camping en deed ze mee aan een experiment in het discussieprogramma Volt. Ook verscheen ze in het programma LUX (met radioman Luc Janssen), waar ze vertelde over haar grote voorbeelden, inspiratiebronnen en het vrouwelijk icoon.
In 2009 vertolkte ze een hoofdrol als Sofia Mann in de serie Jes op VTM. Verder trad ze meerdere malen als kandidaat aan in De klas van Frieda en als jurylid in Mag ik u kussen?. In 2024 nam ze deel aan De Slimste Mens ter Wereld.

## Prijzen
In 1999 won ze de Signaalprijs voor jeugdtheater met haar monoloog De koning van de paprikachips. Met Ola Pola Potloodgat, een voorstelling die ze maakte met choreograaf en danser Randi De Vlieghe, won ze in 2001 de 1000 Watt-prijs. Een nominatie voor de 1000 Watt-prijs kreeg Platel ook voor Connaissez-vous votre géographie, een productie van BRONKS (2000), en voor Gezegend zij, een productie van Kopergietery (2002). In 2002 won Ola Pola Potloodgat ook de Grote Theaterfestivalprijs als eerste (en tot op heden enige) jeugdvoorstelling.

## Toneel
- De Koning van de Paprikachips (1998)
- Connaissez-Vous Votre Géographie? (2000)
- Ola Pola Potloodgat (2001)
- Gezegend Zij (2002)
- Besmeurde Witte Laarsjes (2003)
- ... En De 7 Dwergen ... (2003)
- Mister San (2004)
- Histoire "N" (2004)
- Scoliozee d'Artrozee (2005)
- Maria Pascallas (2006)
- De Rouwdouwers (2007)
- 't Is al wa beter (2009)
- Les demoiselles de rêve et leur soutien (2010)
- C'est moi le monstre (2010)
- KipKappen (2011)
- Gezien de omstandigheden (2013)
- Petites pensées de Pascale (2014)
- Plateau Platel (2015)
- Schoolgaande jeugd (2015)
- En al mee eene keer (2016)
- TET Talk (2017)
- TGaT en de markt (2017)
- Totdatzeerdoet (2018)
- Populier (2019)[2]

## Film en dans
- Kom terug (1995)
- Boeken en juwelen (1997)

### Theateruitgaven
- Ik ga naar huis (1993), eenakter
- Een namiddag in mei (1995)
- Belladoc (1996), eenakter
- Via Viola (2001), muziektheaterstuk
- Le Roi des chips au paprika - Holà Pola ! (2003), een Franse vertaling door Monique Nagielkopf van o.a. het toneelstuk De koning van de paprikachips, in première gegaan in 1998

### Overig
- Baby Pop en Billyboef (prentvertelling met tekeningen van Steve Michiels), Lannoo, 2002, ISBN 90-209-4986-1.
- Schoonnijd. Ontboezemingen over mijn lijf en leven. Borgerhoff & Lamberigts, 2020, ISBN 9789463932219.